# East Brook Bay
East Brook Bay – zatoka (ang. bay) we wschodniej części jeziora Lake Rossignol w kanadyjskiej prowincji Nowa Szkocja, w hrabstwie Queens; nazwa urzędowo zatwierdzona 13 września 1974.